# Garveizm

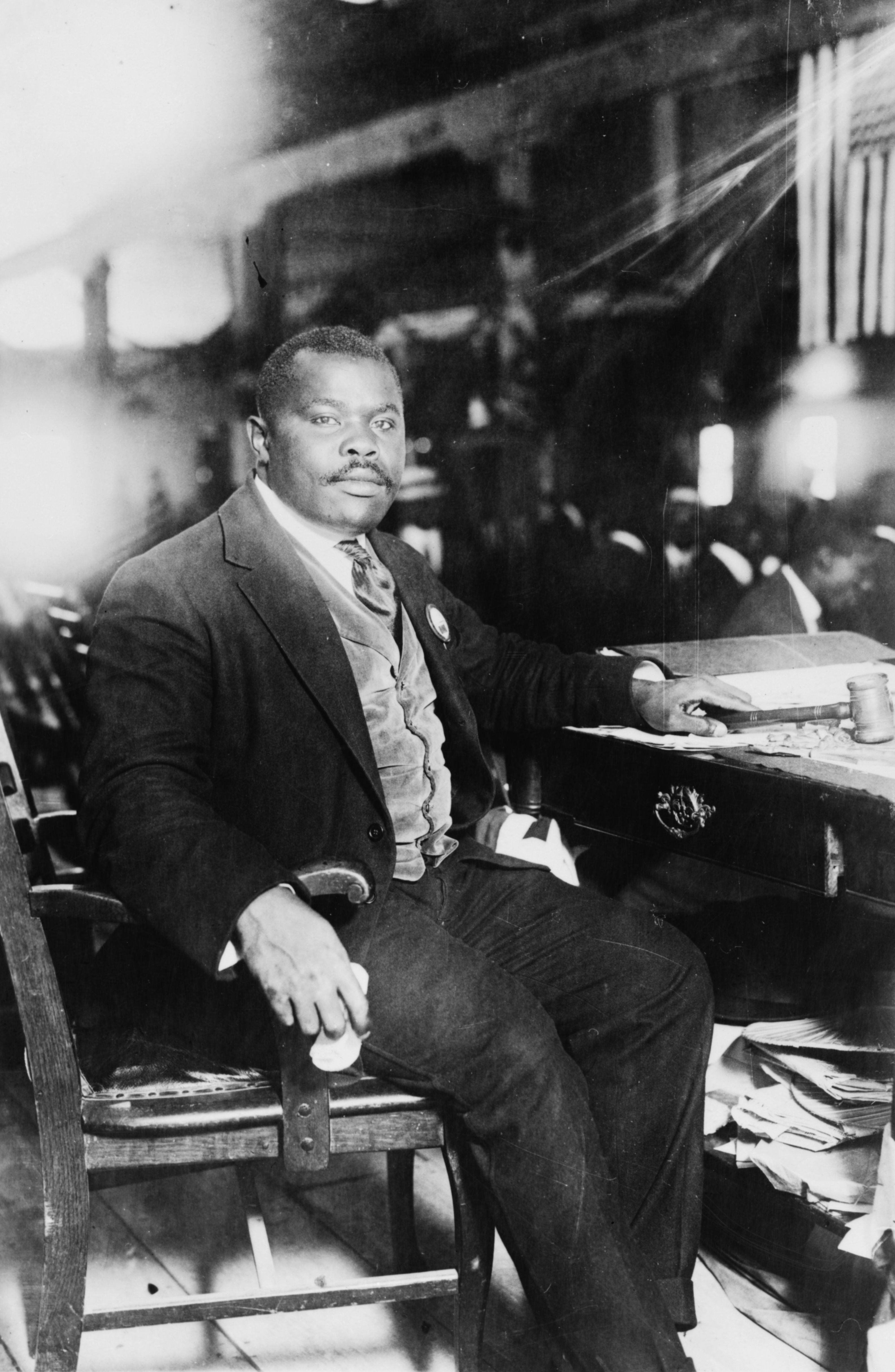
Marcus Garvey, twórca Garveizmu

Garveizm lub Garweizm (ang. Garveyism) – nurt czarnego nacjonalizmu, który odnosił się do kwestii socjalnych, gospodarczych oraz politycznych zasad proponowanych przez organizacje Powszechne Stowarzyszenie Postępu Murzynów i Liga Społeczeństw Afrykańskich (ang. Universal Negro Improvement Association and African Communities League, skracane często do UNIA-ACL), założone w 1914 roku przez Marcusa Garveya. Ruch w swoich latach świetności liczył ponad kilka milionów zwolenników, w tym ponad tysiąc oddziałów w Stanach Zjednoczonych, Karaibach, Ameryce Centralnej, Kanadzie i Afryce.
Garveizm głosił separatystyczną doktrynę, według której Murzyni ze wszystkich stron świata mieliby stworzyć w Afryce (którą Garvey nazywał „ziemią obiecaną”) jedno państwo wyłącznie dla nich samych. Garvey uważał, że Afroamerykanie w Stanach Zjednoczonych nie powinni współpracować z białymi dopóki sami nie osiągną pewnego poziomu rozwoju. W swojej książce pisał: „Jeśli zadowolimy się spijaniem mętów z dna pucharu ludzkiego postępu, to nie będziemy mogli istnieć wśród innych narodów, ale gdy z własnej inicjatywy zaczniemy budować przemysł, rządy, a wreszcie imperia – wtedy i tylko wtedy wykażemy jako rasa naszemu stwórcy i ludziom, że potrafimy przeżyć w walce o byt i sami ukształtować swój los”. Doktryna ta miała służyć zjednoczeniu i umocnieniu pozycji Afroamerykanów. 
Ideologia Garveya za podstawowy element historii uznawała rasę, zaś stosunki między rasami regulować miało prawo siły. Dlatego był zwolennikiem totalnego separatyzmu rasowego (sprzeciwiał się np. małżeństwom międzyrasowym). Rasa czarna miała zjednoczyć się w imperium o autorytarnym  ustroju, by zyskać należyte znaczenie). Na początku lat 30. Garvey wyraził podziw dla Benito Mussoliniego i oznajmił, że my (UNIA) „byliśmy pierwszymi faszystami” (zmienił zdanie dopiero po włoskiej inwazji na Abisynię).
Garvey był zwalczany przez afroamerykański establishment w USA, co, w 1922 roku, doprowadziło do aresztowania przywódcy pod zarzutami oszustwa pocztowego. Sprawa ta była prowadzona przez Departament Sprawiedliwości Stanów Zjednoczonych, którego szefem w tamtym okresie był J. Edgar Hoover. Po aresztowaniu projekt Garveya upadł.
Pomimo faktu, że Garveizm był tylko krótkim epizodem w historii ruchu czarnego nacjonalizmu, wypromował on takie symbole jak na przykład flaga panafrykańska, która do dziś jest używana jako ważny symbol walki Afroamerykanów o równouprawnienie. Doktryna była również inspiracją dla późniejszych działaczy i organizacji murzyńskich m.in. dla Malcolma X, Narodu Islamu czy ruchu Black Power.